# Nemapteryx bleekeri
Nemapteryx bleekeri is een straalvinnige vissensoort uit de familie van christusvissen (Ariidae). De wetenschappelijke naam van de soort is voor het eerst geldig gepubliceerd in 1900 door Popta.